# Wormshill
Wormshill (engelskt uttal: [wɜːrmzˈhɪl], historiskt: Wormsell) är en ort och civil parish i grevskapet Kent i sydöstra England. Orten ligger i distriktet Maidstone, cirka 7 kilometer sydväst om Sittingbourne och cirka 12 kilometer öster om Maidstone. Civil parishen hade 196 invånare vid folkräkningen år 2021.
I Wormshill finns några historiska byggnader, bland annat en kyrka i normandisk stil, en pub och ett av Storbritanniens äldsta postkontor.